# Joan Meredith
Joan Meredith, pseudonimo di Catherine Jelks (Hot Springs, 28 gennaio 1907 – Los Angeles, 13 ottobre 1980), è stata un'attrice statunitense.

## Biografia
Era nipote di James Thomas Jelks (1849-1902), medico, fondatore della Southern Surgical Association, editore dell'Hot Springs Medical Journal e presidente della State Medical Society of Arkansas. Per aver vinto un concorso di bellezza organizzato da un giornale di Los Angeles, poté interpretare il suo primo film, Blue Blood (1925) con George Walsh. Seguì la sua nomina tra le tredici giovani promesse "WAMPAS Baby Stars" del 1925 e il film The Perfect Clown con Dorothy Dwan.
La sua carriera cinematografica fu molto breve. Nel 1926 fu ancora con George Walsh nel The Count of Luxembourg e con Bill Cody nel western King of the Saddle. Nel 1928 concluse la sua esperienza di attrice con il cortometraggio Marcheta. Lavorò ancora come modella a Los Angeles, dove morì nel 1980 e fu sepolta nel Forest Lawn Memorial Park di Glendale.

## Riconoscimenti
- WAMPAS Baby Star nel 1925

## Filmografia
- Blue Blood (1925)
- Free to Love, regia di Frank O'Connor (1925)
- The Perfect Clown (1925)
- The Count of Luxembourg (1926)
- The Fighting Boob (1926)
- King of the Saddle (1926)
- The Truthful Sex (1926)
- Doc's Dog (1927)
- Marcheta (1927)